# Guo Shuai
Guo Shuai (chinesisch 郭帅; * 1. Mai 1995) ist ein chinesischer Bahnradsportler, der auf Kurzzeitdisziplinen spezialisiert ist.

## Sportlicher Werdegang
Guo stammt aus der Provinz Hebei. 2014 kam er auf die Sportschule der Provinzhauptstadt Shijiazhuang. Ab 2015 nahm er an den nationalen Meisterschaften im Bahnradsport teil, bereits zu diesem Zeitpunkt lag sein Schwerpunkt im Teamsprint. Er vertrat China erstmals international im Bahnrad-Weltcup 2018/19 und bei den Asienmeisterschaften 2019, bei denen er an der Seite von Xu Chao und Zhou Yu die Silbermedaille gewann. Anfang 2020 gelang ein dritter Platz beim Lauf des Weltcups 2019/20 in Milton, dennoch konnte sich das chinesische Team nicht für die Olympischen Spiele 2020 qualifizieren.
2023 errang das chinesische Team, darunter Guo, zwei Silbermedaillen bei Asienmeisterschaften und Asienspielen, jeweils hinter Japan. Mit zwei Podiumsplatzierungen im Nations Cup 2023 und 2024 und einem siebten Platz bei den Bahnradsport-Weltmeisterschaften 2023 gelang China auch dank Guo die Qualifikation für die Olympischen Spiele 2024.

## Erfolge
2019
 Asienmeisterschaften – Teamsprint (mit Xu Chao und Zhou Yu)
2022
 Chinesischer Meister – Teamsprint (mit Zhang Xudong und Xue Chenxi)
2023
 Asienmeisterschaften – Teamsprint (mit Xue Chenxi und Zhou Yu)
 Asienspiele – Teamsprint (mit Liu Qi, Xue Chenxi und Zhou Yu)